# Zukunft Zahnärzte Bayern
Zukunft Zahnärzte Bayern e.V. (ZZB)  ist ein zahnärztlicher Berufsverband in Bayern, der im Jahre 2000 gegründet wurde und aus der 1997 gegründeten Initiative ZZB hervorgegangen ist. Er stellte von 2005 bis 2016 die Mehrheit der zahnärztlichen Vertreter zur Vertreterversammlung der Kassenzahnärztlichen Vereinigung Bayerns. In der Amtsperiode 2017 bis 2022 stellt er die größte Fraktion, hat aber keine Mehrheit mehr in der Vertreterversammlung. ZZB ist die zweitgrößte Fraktion in der Delegiertenversammlung zur Bayerischen Landeszahnärztekammer (BLZK). Darüber hinaus hält er die Mehrheiten in mehreren Zahnärztlichen Bezirksverbänden. Alle genannten Organisationen sind Körperschaften des öffentlichen Rechts. Er beeinflusst damit maßgeblich die zahnärztliche Standespolitik in Bayern.

## Grundsatzprogramm
In seinem Grundsatzprogramm definiert ZZB seine Verbandsziele:
- ZZB steht für eine freie Berufsausübung auf der Basis der freiheitlich demokratischen Grundordnung und bekennt sich zur sozialen Verantwortung im Rahmen der gesetzlichen und privaten Krankenversicherung.
- Der Verband steht für die Therapiefreiheit des Zahnarztes als oberstes Gebot.
- Er tritt ein
  - für eine tragfähige betriebswirtschaftliche Existenzgrundlage der freien Zahnarztpraxen
  - für eine individuelle fortschrittliche Zahnheilkunde durch unabhängige freiberufliche Zahnärzte
  - für Versorgungsqualität durch eine verantwortungsbewusste Berufsausübung
  - für den Schutz der personenbezogenen Daten von Patienten und Zahnärzten
- Er vertritt die Interessen der Patienten, des Fachgebiets und des zahnärztlichen Berufsstandes
  - gegen fachfremde Bevormundung von Patient und Zahnarzt durch Staat und Krankenkassen
  - gegen den drohenden Qualitätsverfall in der medizinischen Versorgung durch ein staatlich verordnetes Budget
  - gegen Leistungsbeschränkungen durch statistisch ermittelte Vorgaben
  - gegen eine ausufernde und kostenintensive Bürokratisierung im Gesundheitswesen

Der Verband definiert darüber hinaus seine verbandspolitischen Ziele in einem Thesenpapier.

## Struktur
ZZB wird von einem fünfköpfigen Vorstand geführt, der erweiterte Vorstand besteht zusätzlich aus den Vorsitzenden der acht Bezirksgruppen in Bayern.
| Funktion                            | Name            |
| ----------------------------------- | --------------- |
| Vorsitzender                        | Frank Hummel    |
| Stv. Vorsitzender und Schriftführer | Zsolt Zrinyi    |
| Beisitzer                           | Sascha Faradjli |
| Beisitzer                           | Nicolas Pröbstl |
| Beisitzer                           | N.N.            |

Organe des Verbandes sind der Vorstand und die Mitgliederversammlung.
Der Verband ist in acht Bezirke, die den bayerischen Regierungsbezirken entsprechen, untergliedert, wobei München einen separaten Bezirk darstellt.
Er ist Mitglied des Verbands Freier Berufe in Bayern.
| Jahr           | Name          |
| -------------- | ------------- |
| 2000           | Alois Schneck |
| 2000–1.2016    | Janusz Rat    |
| 2.2016–5.2016  | Stefan Böhm   |
| 10.2016–2.2023 | Armin Walter  |
| seit 3.2023    | Frank Hummel  |